# Naka-ku (Sakai)
Naka-ku (中区?) è uno dei sette quartieri amministrativi della città di Sakai, in Giappone.